# Giro delle Fiandre 1966
Il Giro delle Fiandre 1966, cinquantesima edizione della corsa, fu disputato il 9 aprile 1966, per un percorso totale di 243 km. Fu vinto dal belga Edward Sels, al traguardo con il tempo di 5h53'00", alla media di 41,303 km/h, davanti ad Adriano Durante e Georges Vandenberghe.
I ciclisti che partirono da Gand furono 151; coloro che tagliarono il traguardo a Meerbeke furono 60.

## Ordine d'arrivo (Top 10)
| Pos. | Corridore            | Squadra      | Tempo    |
| ---- | -------------------- | ------------ | -------- |
| 1    | Edward Sels          | Solo-Superia | 5h53'00" |
| 2    | Adriano Durante      | Salvarani    | s.t.     |
| 3    | Georges Vandenberghe | Romeo        | s.t.     |
| 4    | Guido Reybrouck      | Romeo        | s.t.     |
| 5    | Willy Planckaert     | Romeo        | s.t.     |
| 6    | Gianni Motta         | Molteni      | s.t.     |
| 7    | Willy Bocklant       | Mann-Grundig | s.t.     |
| 8    | Jan Nolmans          | Mann-Grundig | s.t.     |
| 9    | Vittorio Adorni      | Salvarani    | s.t.     |
| 10   | Felice Gimondi       | Salvarani    | s.t.     |